# Plaza de la Libertad (Batumi)
La plaza de la Libertad (en georgiano: თავისუფლების მოედანი, tavisuplebis moedani) es una céntrica plaza de Batumi, una localidad de Georgia, en la República Autónoma de Adjaria. Está al lado del puerto de Batumi en el Mar Negro.
En el siglo XIX, la plaza era conocida como «plaza Aziziye» por la mezquita catedral, que estaba allí. Bajo la Unión Soviética, la mezquita fue demolida y la plaza recibió el nombre de Vladimir Lenin en honor de quien se erigió una estatua allí. Después de que Georgia se independizó de nuevo, la estatua de Lenin se retiró y tuvo brevemente el nombre del presidente Zviad Gamsakhurdia en el década de 1990. Una fosa común de soldados georgianos que cayeron luchando contra los soldados turcos en marzo de 1921 fue descubierta en las inmediaciones de la plaza.